# Forte Antenne
Il Forte Antenne è uno dei 15 forti di Roma, edificati nel periodo compreso fra gli anni 1877 e 1891.

Si trova nel quartiere Q. II Parioli, nel territorio del Municipio Roma II, all'interno di villa Ada.
Il forte ricopre il sito della città di Antemnae, conquistata da Romolo.

## Storia
Fu costruito a partire dal 1882 e terminato nel 1891, su una superficie di 2,5 ha, sul Monte Antenne, dal quale prende il nome, nei pressi della confluenza del fiume Aniene nel Tevere.
Fino agli anni '40 fu utilizzato come deposito del Reggimento Radiotelegrafisti, quindi dismesso. 
Una parte del forte è stata presa in consegna dal Comune di Roma, il quale l'ha solo parzialmente utilizzata.

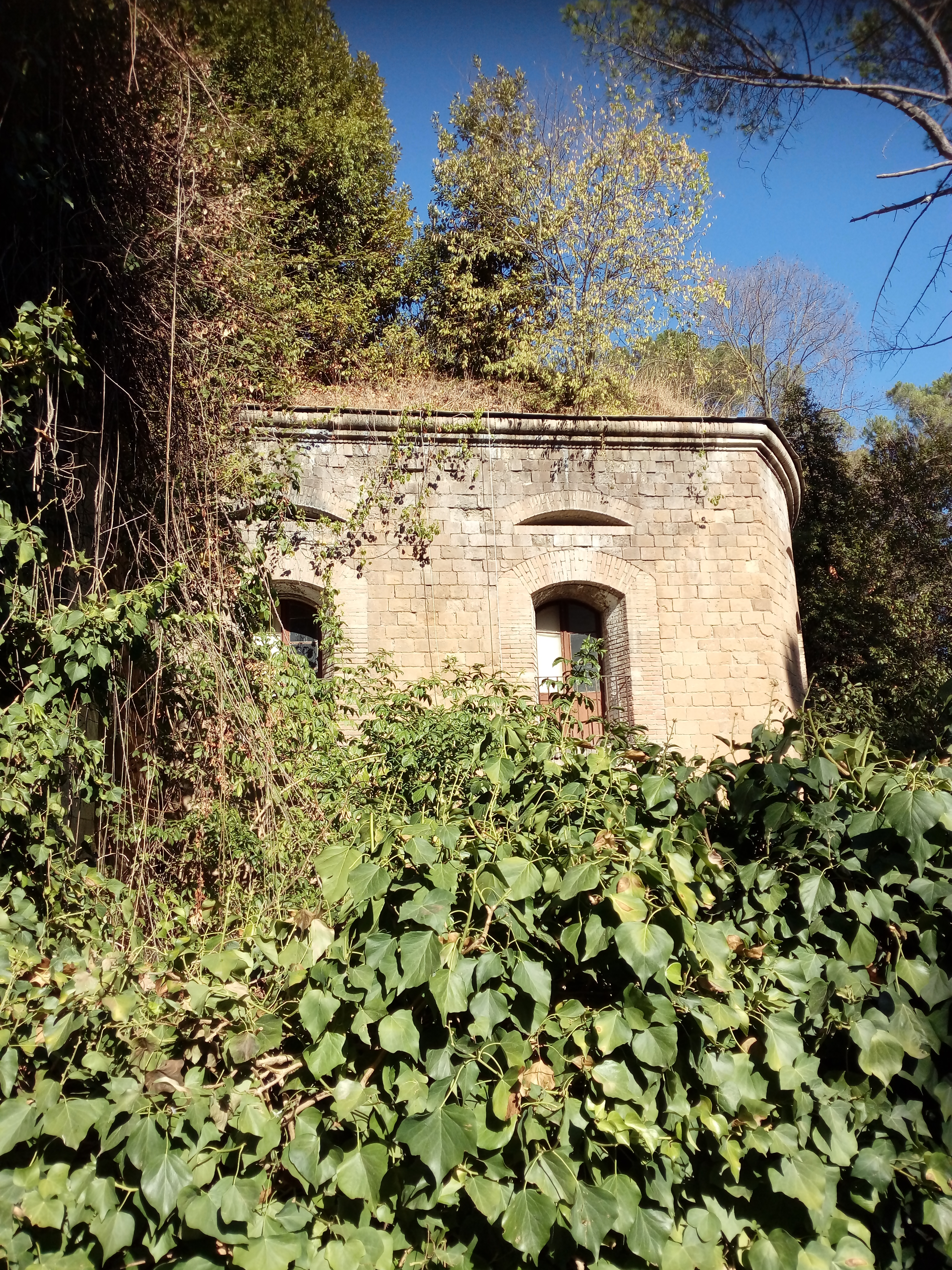
Particolare esterno di Forte Antenne

Nel 1958, in occasione delle imminenti Olimpiadi di Roma del 1960, venne ceduto dal demanio al Comune di Roma per adibirlo a campeggio; tuttavia esso fu realizzato solo nel parco circostante, perché nel forte erano già state costruite delle residenze private.
Le ultime più recenti notizie in merito davano il forte e il suo complesso come base di un progetto di recupero e trasformazione in una struttura alberghiera o nella sede distaccata della vicina Libera università internazionale degli studi sociali Guido Carli.
Il forte è vincolato ai sensi del Codice dei beni culturali e del paesaggio con D.M. 6 agosto 2008.

## Collegamenti
|  | È raggiungibile dalla stazione Monte Antenne. |